# Rock & Roll Music to the World
Rock & Roll Music to the World è un album del gruppo inglese Ten Years After ed è stato pubblicato nel 1972. 

## Tracce
Testi e musiche di Alvin Lee 
1. You Give Me Loving - 6:33
2. Convention Prevention - 4:23
3. Turned-Off TV Blues - 5:13
4. Standing at the Station - 7:11
5. You Can't Win Them All - 4:06
6. Religion - 5:49
7. Choo Choo Mama - 4:02
8. Tomorrow I'll Be Out of Town - 4:29
9. Rock & Roll Music to the World - 3:47

## Formazione
- Alvin Lee - chitarra, voce
- Leo Lyons - basso elettrico
- Ric Lee - batteria
- Chick Churchill - organo